# František Klicpera
František Klicpera (19. dubna 1791 Chlumec nad Cidlinou  – 26. října 1821 Linec)
byl starší bratr Václava Klimenta Klicpery, lékař a příležitostný vlastenecký český spisovatel.

## Život
Byl nejstarším synem krejčovského cechmistra Václava Klicpery z Chlumce nad Cidlinou (1763–??) a jeho manželky Anny, rozené Krenčíkové (1765–??). V roce 1807 vystudoval gymnázium v Hradci Králové a odešel do Prahy studovat nejprve filozofii, později medicínu, kterou úspěšně dokončil.
V Praze se aktivně zúčastnil vlasteneckého života; od roku 1812 vystupoval v českých ochotnických představeních ve Stavovském divadle a recitačních představeních v Klementinu. Též navštěvoval přednášky Josefa Dobrovského v jeho bytě.
V roce 1818 se přestěhoval do Lince, kde získal místo profesora porodnictví. Zde se staral o mladšího bratra Karla (1801–??), který v Linci studoval, a syna Václava (1816–??), pozdějšího lékaře v Novém Jičíně.
Zemřel v Linci roku 1820 nebo 1821, prvotní (matriční) údaje o úmrtí se nepodařilo dohledat.

## Ochránce V. K. Klicpery a F. L. Čelakovského
Když roku 1808 přišel Václav Kliment Klicpera do Prahy studovat gymnázium, František zde již byl univerzitním studentem. Pomáhal mu v počátcích, kdy Václavovy znalosti němčiny byly nedostatečné. Též ho uvedl do okruhu mladých českých vlastenců, zejména mezi ochotníky.
V roce 1819 přišel do Lince František Ladislav Čelakovský; chtěl zde pokračovat ve studiích, ze kterých byl vyloučen v Českých Budějovicích. Stal se spolužákem a přítelem Karla (1801-??), mladšího bratra Františka Klicpery.  a František Klicpera oba studenty podporoval. Čelakovský se s ním spřátelil a využíval i jeho knihovnu.

## Literární dílo
Z dnešního pohledu se jedná o dílo skromné, databáze NK ČR neeviduje Františka Klicperu jako autora. Jednalo se zejména o příležitostné vlastenecké básně. Jednu z nich, z roku 1817 (podepsanou František Vítěz Klicpera, lékařství obojího doktor), zveřejnil posmrtně v roce 1871 Světozor.
Překládal divadelní hry, z ruštiny povídky a kulturně-historické články. Odborným dílem je německo-latinsko-česká srovnávací botanická terminologie vydaná 1816 ve Vídni v časopise Prvotiny pěkných umění pod názvem Katalog rozličných holandských neb harlemských, kuchyňských i lékařských koření a květin, též cizozemských polních jetelů a pokrmních bylin, jakož i všelikého obilí a lesních semen, v německém, latinském a českém jazyku.

## Zajímavost
Životopisci uvádějí, že před příchodem bratra Václava do Prahy se i František Klicpera dvořil mladičké ochotnické herečce Anně Švamberkové, budoucí manželce Václava Klimenta Klicpery.